# Antonio Gisbert
Antonio Gisbert (Alcoy, 19 dicembre 1835 – Parigi, 26 novembre 1902) è stato un pittore spagnolo di temi storici tra romanticismo e realismo.

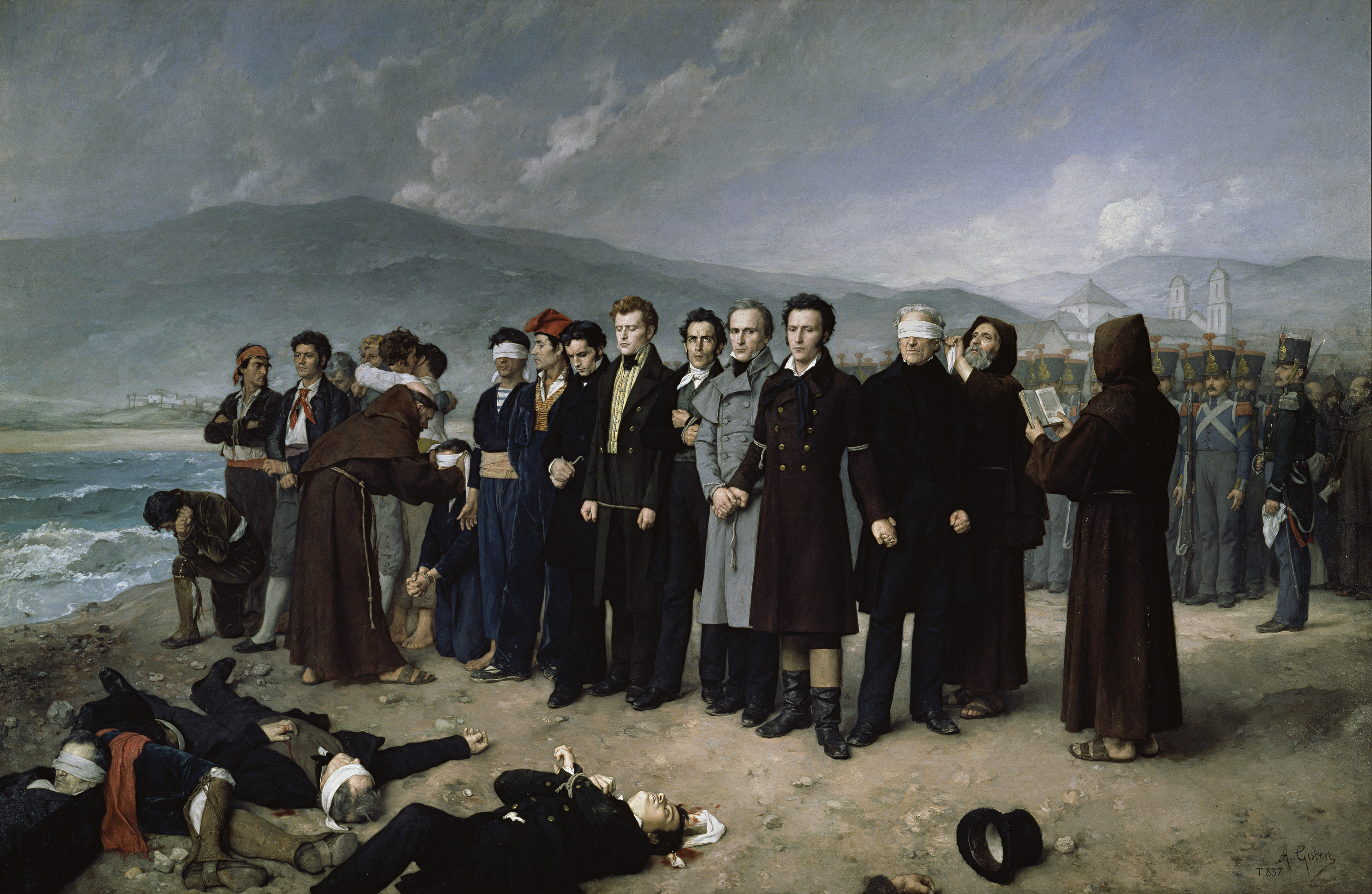
La fucilazione di Torrijos e dei suoi compagni (1888; Madrid, Palazzo delle Corti).

Antonio Gisbert Pérez nacque in Spagna, a Alcoy, in provincia di Alicante città della Comunità Valenciana e si formò nella Reale Accademia di Belle Arti di San Fernando a Madrid dove ottenne un sussidio per continuare i suoi studi a Roma dove si trattenne dal 1855 al 1860.
Suoi maestri furono i due Madrazo, José e Federico. Si cimentò anche nella pittura di genere. Successivamente si trasferì a Parigi dove morì.
Prima di trasferirsi a Parigi fu anche il direttore del Museo del Prado dal 1868 al 1873.
In concorrenza con José Casado del Alisal (1832-1886) divenne l'esponente di una tendenza pittorica che nella seconda metà del XIX secolo si prefiggeva di illustrare realisticamente i grandi eventi storici del passato della nazione. In Spagna faceva capo agli ideali liberali.
Morì a Parigi, nell'Île-de-France, nel 1902.

## Opere

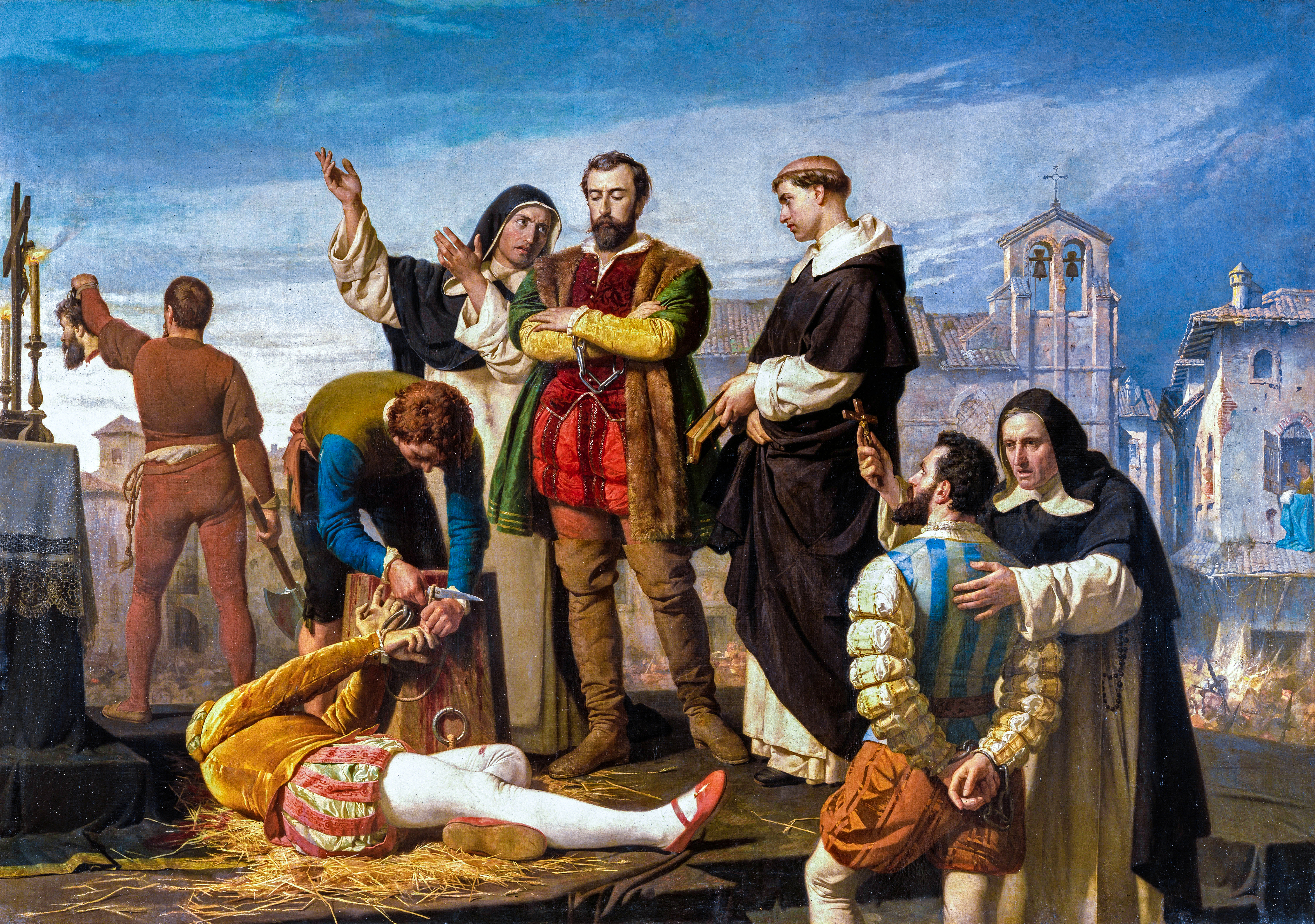
Los comuneros de Castilla (1860; Madrid, Museo del Prado).

- Los comuneros de Castilla, con cui vince il primo premio alla Esposizione Nazionale del 1860.
- María de Molina presenta a su hijo Fernando IV en las Cortes de Valladolid de 1295 (Maria di Molina presenta suo figlio Ferdinando IV alle Corti di Valladolid nel 1295, 1863; Madrid, Palazzo delle Corti)
- La fucilazione di José María de Torrijos y Uriarte e dei suoi compagni sulla spiaggia di Malaga (1888, nel Museo del Prado).
- Le tre Grazie[collegamento interrotto] (53.6 x 73.8 cm) collezione privata.
- Hidalgos Giacomo Casanova, su geocities.com (archiviato dall'url originale il 1º gennaio 2008).